# Josip Čorak
Josip Čorak (Rastoka, 14 giugno 1943 – 28 novembre 2023) è stato un lottatore jugoslavo, dal 1991 cittadino croato, specializzato nella lotta greco-romana.

## Biografia
Rappresentò la Jugoslavia ai Giochi olimpici estivi di Monaco di Baviera 1972, vincendo la medaglia d'argento nel torneo dei pesi medio massimi della lotta greco-romana.

## Palmarès
- Giochi olimpici

Monaco di Baviera 1972: argento nella lotta greco-romana -90 kg;
- Europei

Modena 1969: oro nella lotta greco-romana -90 kg;
Berlino 1970: bronzo nella lotta greco-romana -90 kg;
- Giochi del Mediterraneo

Tunisi 1967: argento nella lotta greco-romana -97 kg; argento nella lotta libera -97 kg;
Smirne 1971: oro nella lotta greco-romana -90 kg;